# Skuespilleren (kortfilm)
|  | Denne artikel er oprettet af botten Steenthbot ud fra en ekstern database. Den kan derfor have sproglige fejl eller mangler. Denne skabelon kan fjernes efter kontrol af indholdet. |

 For alternative betydninger, se Skuespilleren. (Se også artikler, som begynder med Skuespilleren)
Skuespilleren er en dansk kortfilm med ukendt instruktør.